# Stazione di Forst Hilti
La stazione di Forst Hilti (in tedesco Bahnhof Forst Hilti) è una fermata ferroviaria situata nel comune liechtensteinese di Schaan sulla linea Feldkirch-Buchs.

## Storia
La stazione fu attivata nel 2000.

## Strutture e impianti
La fermata dispone di una semplice pensilina provvista di sedili.

## Movimento
La fermata ha un utilizzo prettamente industriale, dato che viene utilizzata dall'Hilti, azienda situata nei suoi pressi. È servita da 22 treni regionali al giorno, nei giorni lavorativi, sulla relazione Buchs SG - Feldkirch (11 per Buchs SG e 11 per Feldkirch), ovvero sulla linea S2 della S-Bahn del Vorarlberg.

## Interscambi
- Fermata autobus (Schaan, Hilti, a circa 300 metri dalla fermata ferroviaria)[3][4]